# Michelle Wright
Michelle Wright (Chatham-Kent, Ontario, 1 de julio de 1961) es una cantante canadiense de música country. Fue una de los cantantes femeninas de dicho género más reconocidas y premiadas en su país durante la década de 1990, ganando los Fans' Choice Award entregado por la Canadian Country Music Association en dos ocasiones (1993 y 1995). En 2011, Wright fue incluida en el Canadian Country Music Hall of Fame. Brian Ferriman de Savannah Records ha sido su representante artístico durante más de 25 años.
Sus principales éxitos han estado en su Canadá natal, donde más de veinticinco sencillos han ingresado a las listas musicales, entre ellos seis número uno: «Take It Like a Man», «One Time Around», «Guitar Talk», «One Good Man», «Nobody's Girl» y «Crank My Tractor». También tuvo varios éxitos en las listas de Estados Unidos en la década de 1990, ingresando al Top 40 en los Hot Country Songs de Billboard con «Take It Like a Man» en la posición 10, «He Would Be Sixteen» en el lugar 31 y «New Kind of Love» en el número 32.

## Discografía

### Álbumes de estudio

#### Décadas de 1980 y 1990
| Título                                              | Detalles del álbum                                                                     | Máxima posición en listas | Máxima posición en listas | Máxima posición en listas | Máxima posición en listas | Máxima posición en listas | Certificaciones (Ventas) |
| Título                                              | Detalles del álbum                                                                     | CAN Country               | CAN                       | US Country                | US                        | US Heat                   | Certificaciones (Ventas) |
| --------------------------------------------------- | -------------------------------------------------------------------------------------- | ------------------------- | ------------------------- | ------------------------- | ------------------------- | ------------------------- | ------------------------ |
| Do Right by Me                                      | - Fecha de lanzamiento: 1988 - Sello discográfico: Savannah Records                    | 32                        | —                         | —                         | —                         | —                         |                          |
| Michelle Wright                                     | - Fecha de lanzamiento: 17 de julio de 1990 - Sello discográfico: Arista Nashville     | —                         | —                         | —                         | —                         | —                         | - CAN: Oro               |
| Now and Then                                        | - Fecha de lanzamiento: 26 de mayo de 1992 - Sello discográfico: Arista Nashville      | 2                         | —                         | 20                        | 126                       | 29                        | - CAN: 2× Platino        |
| The Reasons Why                                     | - Fecha de lanzamiento: 6 de septiembre de 1994 - Sello discográfico: Arista Nashville | 3                         | 44                        | —                         | —                         | —                         | - CAN: 2× Platino        |
| For Me It's You (álbum de Michelle Wright)          | - Fecha de lanzamiento: 27 de agosto de 1996 - Sello discográfico: Arista Nashville    | 6                         | —                         | 74                        | —                         | —                         | - CAN: Oro               |
| "—" denota que el lanzamiento no apareció en listas |                                                                                        |                           |                           |                           |                           |                           |                          |

#### Décadas de 2000 y 2010
| Título              | Detalles del álbum                                                                               |
| ------------------- | ------------------------------------------------------------------------------------------------ |
| Shut Up and Kiss Me | - Fecha de lanzamiento: 25 de junio de 2002 - Sello discográfico: BMG Canada/RCA/ViK. Recordings |
| Everything and More | - Fecha de lanzamiento: 4 de julio de 2006 - Sello discográfico: Icon Records                    |
| Strong              | - Fecha de lanzamiento: 9 de julio de 2013 - Sello discográfico: Savannah Records                |

### Álbumes compilatorios
| Título                                              | Detalles del álbum                                                                              | Máxima posición en listas | Certificaciones (Ventas) |
| Título                                              | Detalles del álbum                                                                              | CAN Country               | Certificaciones (Ventas) |
| --------------------------------------------------- | ----------------------------------------------------------------------------------------------- | ------------------------- | ------------------------ |
| The Greatest Hits Collection                        | - Fecha de lanzamiento: 26 de octubre de 1999 - Sello discográfico: Arista Nashville/BMG Canada | 12                        | - CAN: Oro               |
| Greatest Hits                                       | - Fecha de lanzamiento: 25 de enero de 2000 - Sello discográfico: Arista Nashville              | —                         |                          |
| "—" denota que el lanzamiento no apareció en listas |                                                                                                 |                           |                          |

### Álbumes navideños
| Título             | Detalles del álbum                                                               |
| ------------------ | -------------------------------------------------------------------------------- |
| A Wright Christmas | - Fecha de lanzamiento: 25 de octubre de 2005 - Sello discográfico: Icon Records |

### Álbumes en vivo
| Título                                                     | Detalles del álbum                                                                     |
| ---------------------------------------------------------- | -------------------------------------------------------------------------------------- |
| The Wright Songs: An Acoustic Evening with Michelle Wright | - Fecha de lanzamiento: 22 de noviembre de 2011 - Sello discográfico: Savannah Records |

## Sencillos

### Décadas de 1980 y 1990
| Año                                                                                                 | Sencillo                                         | Máxima posición en listas | Máxima posición en listas | Máxima posición en listas | Álbum                        |
| Año                                                                                                 | Sencillo                                         | CAN Country               | CAN AC                    | US Country                | Álbum                        |
| --------------------------------------------------------------------------------------------------- | ------------------------------------------------ | ------------------------- | ------------------------- | ------------------------- | ---------------------------- |
| 1986                                                                                                | «I Want to Count on You»                         | 48                        | —                         | —                         | Do Right by Me               |
| 1987                                                                                                | «New Fool at an Old Game»                        | 11                        | 21                        | —                         | Do Right by Me               |
| 1988                                                                                                | «The Rhythm of Romance»                          | *                         | —                         | —                         | Do Right by Me               |
| 1988                                                                                                | «Do Right by Me»                                 | *                         | —                         | —                         | Do Right by Me               |
| 1989                                                                                                | «I Wish I Were Only Lonely»                      | 7                         | —                         | —                         | Do Right by Me               |
| 1989                                                                                                | «Rock Me Gently»                                 | 7                         | —                         | —                         | Do Right by Me               |
| 1989                                                                                                | «I Don't Want to Wonder»                         | 23                        | 18                        | —                         | Do Right by Me               |
| 1990                                                                                                | «New Kind of Love»                               | 4                         | —                         | 32                        | Michelle Wright              |
| 1990                                                                                                | «Woman's Intuition»                              | 14                        | —                         | 72                        | Michelle Wright              |
| 1991                                                                                                | «A Heartbeat Away»                               | 21                        | —                         | —                         | Michelle Wright              |
| 1991                                                                                                | «All You Really Wanna Do»                        | 9                         | —                         | 73                        | Michelle Wright              |
| 1991                                                                                                | «Not Enough Love to Go 'Round»                   | 20                        | —                         | —                         | Michelle Wright              |
| 1992                                                                                                | «Take It Like a Man»[A]                          | 1                         | 18                        | 10                        | Now and Then                 |
| 1992                                                                                                | «One Time Around»                                | 1                         | —                         | 43                        | Now and Then                 |
| 1992                                                                                                | «He Would Be Sixteen»                            | 3                         | 30                        | 31                        | Now and Then                 |
| 1993                                                                                                | «The Change»                                     | 14                        | —                         | 55                        | Now and Then                 |
| 1993                                                                                                | «If I'm Ever Over You»                           | 33                        | —                         | —                         | Now and Then                 |
| 1993                                                                                                | «Guitar Talk»                                    | 1                         | —                         | —                         | Now and Then                 |
| 1994                                                                                                | «Now and Then»                                   | 9                         | —                         | —                         | Now and Then                 |
| 1994                                                                                                | «One Good Man»                                   | 1                         | —                         | 57                        | The Reasons Why              |
| 1994                                                                                                | «The Wall»                                       | 4                         | —                         | —                         | The Reasons Why              |
| 1995                                                                                                | «Safe in the Arms of Love»                       | 4                         | —                         | —                         | The Reasons Why              |
| 1996                                                                                                | «Nobody's Girl»                                  | 1                         | —                         | 50                        | For Me It's You              |
| 1996                                                                                                | «Crank My Tractor»                               | 1                         | —                         | —                         | For Me It's You              |
| 1997                                                                                                | «The Answer Is Yes»                              | 4                         | —                         | —                         | For Me It's You              |
| 1997                                                                                                | «What Love Looks Like»                           | 4                         | —                         | —                         | For Me It's You              |
| 1997                                                                                                | «People Get Ready»                               | —                         | 49                        | —                         | Peace in the Valley          |
| 1999                                                                                                | «When I Found You»                               | 5                         | 16                        | —                         | The Greatest Hits Collection |
| 1999                                                                                                | «Your Love» (con Jim Brickman; relanzamiento)[B] | —                         | —                         | 74                        | Greatest Hits                |
| "—" denota que el lanzamiento no apareció en listas * denota que se desconoce la posición en listas |                                                  |                           |                           |                           |                              |

### Década de 2000
| Año  | Sencillo                                | Álbum                        |
| ---- | --------------------------------------- | ---------------------------- |
| 2000 | «I Surrender»[C]                        | The Greatest Hits Collection |
| 2002 | «Shut Up and Kiss Me (Or Just Shut Up)» | Shut Up and Kiss Me          |
| 2002 | «Broken»                                | Shut Up and Kiss Me          |
| 2002 | «I Will Be There»                       | Shut Up and Kiss Me          |
| 2003 | «Every Time You Come Around»            | Shut Up and Kiss Me          |
| 2005 | «Everything and More»                   | Everything and More          |
| 2006 | «Love Me Anyway»                        | Everything and More          |
| 2006 | «I've Forgotten You»                    | Everything and More          |
| 2007 | «Dance in the Boat»                     | Everything and More          |
| 2007 | «Riding Around the Sun»                 | Everything and More          |
| 2007 | «I Don't Wanna Be That Strong»          | Everything and More          |

### Década de 2010
| Año                                                 | Sencillo                  | Máxima posición en listas | Álbum  |
| Año                                                 | Sencillo                  | CAN Country               | Álbum  |
| --------------------------------------------------- | ------------------------- | ------------------------- | ------ |
| 2012                                                | «Another Good Day»        | —                         | Strong |
| 2013                                                | «Strong»                  | 43                        | Strong |
| 2013                                                | «Crazy Stupid Love»       | —                         | Strong |
| 2014                                                | «What's Better Than This» | —                         | Strong |
| 2015                                                | «Laugh a Little»          | —                         | Strong |
| "—" denota que el lanzamiento no apareció en listas |                           |                           |        |

### Otros sencillos

#### Como invitada
| 1987                                                | «None of the Feeling Is Gone» | Terry Carisse | 13 | —  | —  | None of the Feeling Is Gone |
| 1997                                                | «Your Love»                   | Jim Brickman  | 15 | 16 | 42 | Visions of Love             |
| "—" denota que el lanzamiento no apareció en listas |                               |               |    |    |    |                             |

## Vídeos musicales
| Año  | Título                                  | Director         |
| ---- | --------------------------------------- | ---------------- |
| 1990 | «New Kind of Love»                      | Dean Lent        |
| 1991 | «A Heartbeat Away»                      |                  |
| 1991 | «All You Really Wanna Do»               | Dean Lent        |
| 1992 | «Take It Like a Man»                    | Steven Goldmann  |
| 1992 | «He Would Be Sixteen»                   | Steven Goldmann  |
| 1994 | «One Good Man»                          | Steven Goldmann  |
| 1995 | «Safe in the Arms of Love»              |                  |
| 1996 | «Nobody's Girl»                         | Steven Goldmann  |
| 1997 | «What Love Looks Like»                  |                  |
| 1997 | «Your Love» (con Jim Brickman)          | David Safian     |
| 1999 | «When I Found You»                      |                  |
| 2000 | «I Surrender»                           |                  |
| 2002 | «Shut Up and Kiss Me (Or Just Shut Up)» | Lisa Mann        |
| 2002 | «I Will Be There»                       |                  |
| 2005 | «Everything and More»                   | Warren P. Sonoda |
| 2005 | «I Know Santa's Been Here»              | Warren P. Sonoda |
| 2006 | «Joy to the World»                      | Warren P. Sonoda |
| 2013 | «Strong»                                | Keran Rees       |